# Deșîci, Starîi Sambir
Deșîci (în ucraineană Дешичі) este un sat în comuna Hrușatîci din raionul Starîi Sambir, regiunea Liov, Ucraina.

## Demografie
Componența lingvistică a localității Deșîci
     Ucraineană (100%)
Conform recensământului din 2001, toată populația localității Deșîci era vorbitoare de ucraineană (100%).